# Зима, Валентин Леонидович
Валентин Леонидович Зима (28 октября 1936 — 18 мая 2005) — советский и украинский биофизик, доктор биологических наук, профессор, заведующий кафедрой биофизики биологического факультета Киевского университета. Лауреат Государственной премии Украины в области науки и техники (1992), академик АН ВШ Украины (1992).

## Биография

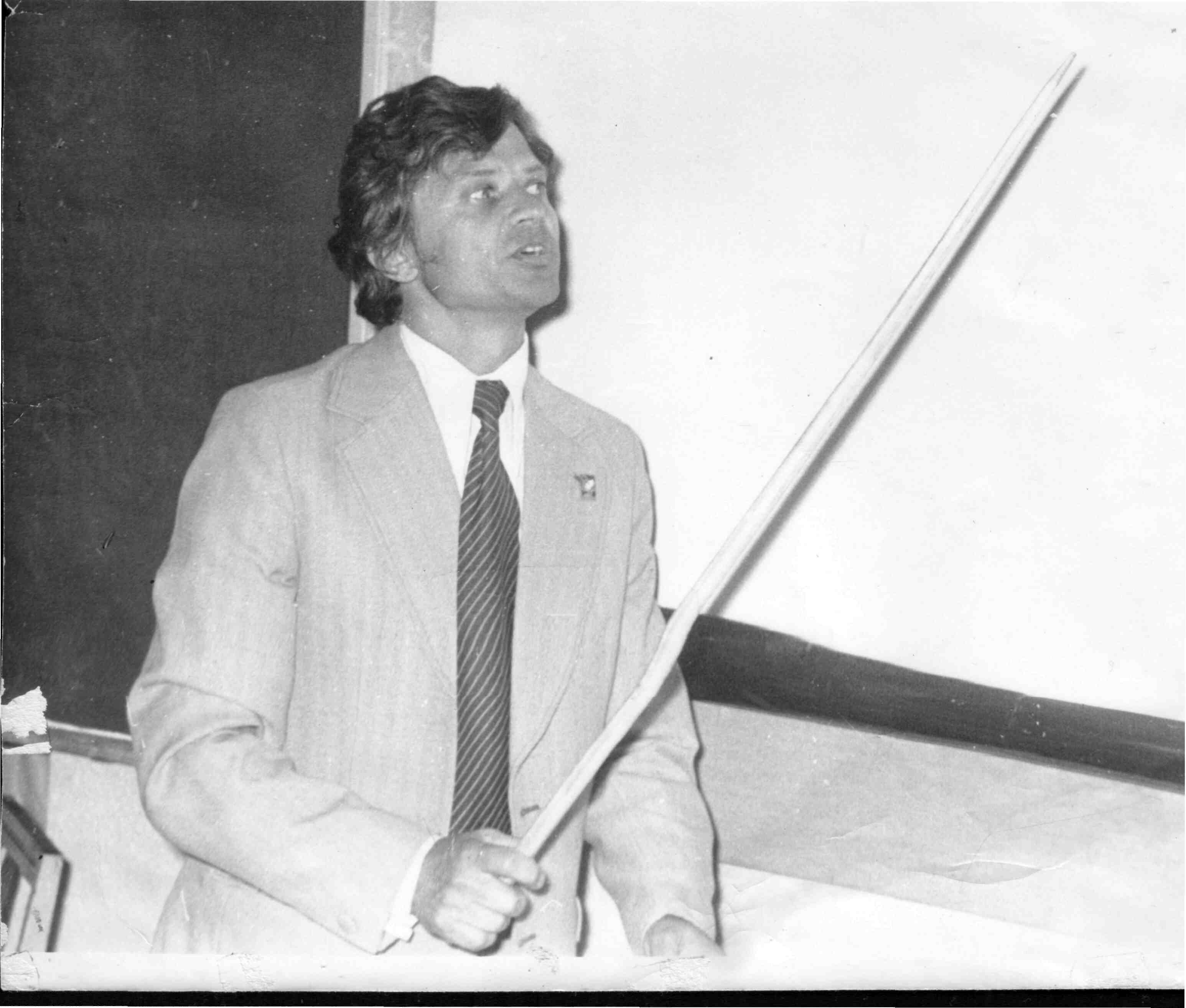
Валентин Зима ведёт семинар (1978)

В 1953—1958 годах учился на физическом факультете Киевского государственного университета им. Т. Г. Шевченко. После окончания университета работал лаборантом, а затем старшим лаборантом кафедры экспериментальной физики того же факультета. В 1960 году поступил в аспирантуру при кафедре, которую окончил в 1963 году. В 1966 году защитил диссертацию кандидата физико-математических наук по теме «Люминесценция и миграция энергии электронного возбуждения в кристаллах антрацена и нафталина с разными примесями».
С 1963 по 1973 годы преподавал на кафедре биофизики биологического факультета КГУ как ассистент, а затем доцент. В 1973 году был избран заведующим кафедрой биофизики, занимал должность до 1984 года. В 1983 году защитил диссертацию на степень доктора биологических наук по теме «Спектральные и структурно-функциональные свойства фибриллообразующих белков». С 1984 до 2005 года работал профессором кафедры биофизики.
Был одним из первых преподавателей кафедры биофизики биологического факультета Киевского университета. Читал общий курс лекций «Биофизика» для студентов биологического факультета, спецкурсы по биофизике мышечного сокращения, оптических методов исследования для студентов специальности «Биофизика». В 1992—2005 годах был членом диссертационного совета Института физиологии имени А. А. Богомольца НАН Украины по защите докторских диссертаций по специальности «Биофизика». В последние годы жизни (2002—2005) разработал и начал читать спецкурсы по конфокальной микроскопии и биологическим моторам. Среди учеников — доктора биологических наук Л. В. Медведь (работает в США), Ф. В. Бурдига (работает в Великобритании), С. П. Бобровник и С. А. Костерин.
Автор более 250 научных трудов. С 1994 года входил в редколлегию журнала «Физика живого». Научные интересы: исследование спектральных характеристик ароматических аминокислот и белков, разработка флуоресцентного метода количественной оценки цитозольного кальция и регистрации кальциевых сигналов в клетках, исследование структурно-функциональных доменов в миозине и их участия в генерации механической силы мышцы.
Увлекался волейболом, плаванием. Жена — Лора, дети: Алексей, Елена и Оксана. Алексей — учёный в области биофизики и нейрофизиологии, кандидат биологических наук, ассистент профессора в Чикагском университете Лойолы. Елена — сотрудник ННЦ «Институт биологии» Киевского университета.

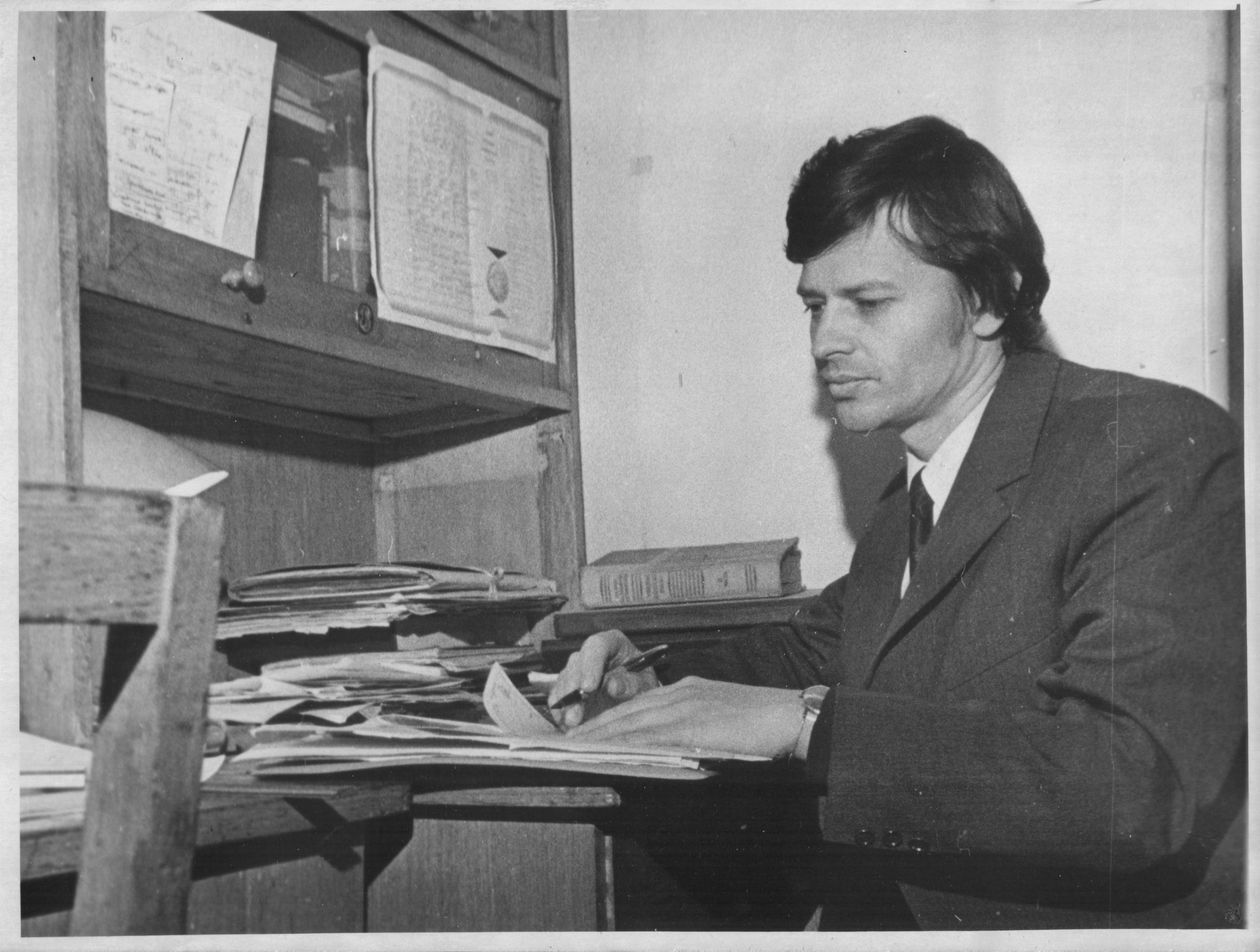
Валентин Зима в лаборатории (1978)

Умер в мае 2005 года в Каневе во время научной конференции. Похоронен на Байковом кладбище.

## Труды
- Биофизика: Учеб. К., 1988 (соавтор);
- Биофизические методы исследований. Электроника и электробиофизика: Учеб. пособ. К., 1990 (соавтор);
- Белковые моторы: структура и генерация механической силы // УБЖ. 1998. Т. 70, № 3;
- Клеточные кальциевые сигналы: природа, регистрация и количественная оценка // Там же. 2000. Т. 72, № 2 (соавтор);
- Біофізика. Підруч. К., 2001;
- Біофізика: Зб. Задач. К., 2001;
- Біофізика. Практикум, К., 2003.